# Liste der Schwimmeuroparekorde über 4 × 50 Meter Lagen
Die Schwimmeuroparekorde über 4 × 50 Meter Lagen sind die besten in der Schwimmdisziplin 4 × 50 m Lagen von Europäern geschwommenen Zeiten. Sie werden vom europäischen Schwimmverband LEN anerkannt. Europarekorde werden nur für Kurzbahnen (25 m) und getrennt für Männer und Frauen geführt. Im Folgenden wird die Europarekordentwicklung seit dem jeweils ersten anerkannten Europarekord aufgelistet.

## Kurzbahneuroparekorde Männer
| Nr. | Sportler                                                                      | Nation      | Zeit     | Datum             | Ort        |
| --- | ----------------------------------------------------------------------------- | ----------- | -------- | ----------------- | ---------- |
| 1   | Jani Sievinen, Petri Suominen, Vesa Hanski, Antti Kasvio                      | Finnland    | 01:38,10 | 22. November 1992 | Espoo      |
| 2   | Jirka Letzin, Mark Warnecke, Dirk Vandenhirtz, Silko Günzel                   | Deutschland | 01:38,01 | 04. Dezember 1994 | Stavanger  |
| 3   | Daniel Carlsson, Patrik Isaksson, Jonas Akesson, Lars Frölander               | Schweden    | 01:35,51 | 13. Dezember 1998 | Sheffield  |
| 4   | Stev Theloke, Mark Warnecke, Thomas Rupprath, Carsten Dehmlow                 | Deutschland | 01:34,78 | 13. Dezember 2001 | Antwerpen  |
| 5   | Stev Theloke, Jens Kruppa, Thomas Rupprath, Carsten Dehmlow                   | Deutschland | 01:34,72 | 12. Dezember 2002 | Riesa      |
| 6   | Thomas Rupprath, Mark Warnecke, Fabian Friedrich, Carsten Dehmlow             | Deutschland | 01:34,46 | 11. Dezember 2003 | Dublin     |
| 7   | Helge Meeuw, Johannes Neumann, Thomas Rupprath, Jens Schreiber                | Deutschland | 01:34,06 | 07. Dezember 2006 | Helsinki   |
| 8   | Mirco Di Tora, Alessandro Terrin, Marco Belotti, Filippo Magnini              | Italien     | 01:34,01 | 11. Dezember 2008 | Rijeka     |
| 9   | Stanislaw Donez, Sergei Geibel, Nikolai Skworzow, Sergei Fessikow             | Russland    | 01:33,77 | 11. Dezember 2008 | Rijeka     |
| 10  | Mirco Di Tora, Alessandro Terrin, Marco Belotti, Filippo Magnini              | Italien     | 01:32,91 | 11. Dezember 2008 | Rijeka     |
| 11  | Stanislaw Donez, Stanislaw Lachtjuchow, Jewgeni Korotyschkin, Jewgeni Lagunow | Russland    | 01:32,08 | 10. Dezember 2009 | Istanbul   |
| 12  | Stanislaw Donez, Sergei Geibel, Jewgeni Korotyschkin, Sergei Fessikow         | Russland    | 01:31,80 | 10. Dezember 2009 | Istanbul   |
| 13  | Benjamin Stasiulis, Giacomo Perez-Dortona, Mehdy Metella, Florent Manaudou    | Frankreich  | 01:31,25 | 04. Dezember 2014 | Doha       |
| 14  | Kliment Kolesnikow, Kirill Prigoda, Alexander Popkow, Wladimir Morosow        | Russland    | 01:30,44 | 17. Dezember 2017 | Kopenhagen |
| 15  | Michele Lamberti, Nicolò Martinenghi, Marco Orsi, Lorenzo Zazzeri             | Italien     | 01:30,14 | 3. November 2021  | Kasan      |
| 16  | Lorenzo Mora, Nicolò Martinenghi, Matteo Rivolta, Leonardo Deplano            | Italien     | 01:29,72 | 17. Dezember 2022 | Melbourne  |

(Diese Liste ist noch unvollständig)

## Kurzbahneuroparekorde Frauen
| Nr. | Sportler                                                                   | Nation      | Zeit     | Datum             | Ort           |
| --- | -------------------------------------------------------------------------- | ----------- | -------- | ----------------- | ------------- |
| 1   | Sandra Völker, Sylvia Gerasch, Christiane Sievert, Daniela Hunger          | Deutschland | 01:53,13 | 07. Dezember 1991 | Gelsenkirchen |
| 2   | Sandra Völker, Peggy Hartung, Bettina Ustrowski, Franziska van Almsick     | Deutschland | 01:52,13 | 21. November 1992 | Espoo         |
| 3   | Antje Buschschulte, Sylvia Gerasch, Julia Voitowitsch, Sandra Völker       | Deutschland | 01:51,79 | 15. Dezember 1996 | Rostock       |
| 4   | Sandra Völker, Sylvia Gerasch, Franziska van Almsick, Karin Meißner        | Deutschland | 01:50,13 | 13. Dezember 1998 | Sheffield     |
| 5   | Therese Alshammar, Emma Igelström, Johanna Sjöberg, Anna-Karin Kammerling  | Schweden    | 01:48,47 | 12. Dezember 1999 | Lissabon      |
| 6   | Therese Alshammar, Emma Igelström, Anna-Karin Kammerling, Johanna Sjöberg  | Schweden    | 01:48,31 | 16. Dezember 2000 | Valencia      |
| 7   | Hinkelien Schreuder, Moniek Nijhuis, Inge Dekker, Marleen Veldhuis         | Niederlande | 01:48,21 | 11. Dezember 2004 | Wien          |
| 8   | Hinkelien Schreuder, Moniek Nijhuis, Inge Dekker, Marleen Veldhuis         | Niederlande | 01:47,44 | 10. Dezember 2005 | Triest        |
| 9   | Janine Pietsch, Janne Schäfer, Annika Mehlhorn, Britta Steffen             | Deutschland | 01:46,67 | 15. Dezember 2007 | Debrecen      |
| 10  | Ranomi Kromowidjojo, Moniek Nijhuis, Hinkelien Schreuder, Marleen Veldhuis | Niederlande | 01:45,73 | 13. Dezember 2008 | Rijeka        |
| 11  | Hinkelien Schreuder, Moniek Nijhuis, Inge Dekker, Ranomi Kromowidjojo      | Niederlande | 01:42,69 | 12. Dezember 2009 | Istanbul      |
| 12  | Louise Hansson, Sophie Hansson, Sarah Sjöström, Michelle Coleman           | Schweden    | 01:42,38 | 17. Dezember 2021 | Abu Dhabi     |

(Diese Liste ist noch unvollständig)

## Kurzbahneuroparekorde Mixed
| Nr. | Sportler                                                                    | Nation                       | Zeit     | Datum             | Ort      |
| --- | --------------------------------------------------------------------------- | ---------------------------- | -------- | ----------------- | -------- |
| 1   |                                                                             | Russland                     | 01:41,70 | 12. Oktober 2013  |          |
| 2   |                                                                             | Frankreich                   | 01:39,54 | 20. Oktober 2013  |          |
| 3   | Chris Walker-Hebborn, Adam Peaty, Siobhan-Marie O’Connor, Francesca Halsall | Vereinigtes Königreich       | 01:38,16 | 04. Dezember 2014 | Doha     |
| 4   | Chris Walker-Hebborn, Adam Peaty, Siobhan-Marie O’Connor, Francesca Halsall | Vereinigtes Königreich       | 01:37,46 | 04. Dezember 2014 | Doha     |
| 5   | Kira Toussaint, Arno Kamminga, Maaike de Waard, Thom de Boer                | Niederlande                  | 01:36,18 | 07. November 2021 | Kasan    |
| 6   | Miron Lifinzew, Kirill Prigoda, Arina Surkova, Daria Trofimova              | Neutral Independent Athletes | 01:35,36 | 11. Dezember 2024 | Budapest |